# Super Bowl LV
Super Bowl LV je bio završna utakmica 101. po redu sezone nacionalne lige američkog nogometa. U njoj su se sastali pobjednici NFC konferencije Tampa Bay Buccaneersi i pobjednici AFC konferencije Kansas City Chiefsi. Pobijedili su Buccaneersi rezultatom 31:9, te tako osvojili svoj drugi naslov prvaka.
Po peti puta domaćin Super Bowla je bila Tampa na Floridi, što je značilo da se po prvi put u povijesti dogodilo da je jedna od momčadi sudionika Super Bowla tu utakmicu igrala na domaćem stadionu.
Također, quarterbacku Buccaneersa Tomu Bradyju je ovo bio sedmi osvojeni Super Bowl, od ukupno deset odigranih, čime drži rekord među gračima NFL-a.

## Tijek utakmice
| Četvrtina | Vrijeme | Momčad | Informacija o promjeni rezultata                                                   | Rezultat  | Rezultat |
| Četvrtina | Vrijeme | Momčad | Informacija o promjeni rezultata                                                   | Bucaneers | Chiefs   |
| --------- | ------- | ------ | ---------------------------------------------------------------------------------- | --------- | -------- |
| 1         | 5:10    | KC     | field goal (Butker)                                                                | 0         | 3        |
| 1         | 0:37    | TB     | touchdown dodavanjem (Brady-Gronkowski), uspješan pokušaj za dodatni poen (Succop) | 7         | 3        |
| 2         | 6:05    | TB     | touchdown dodavanjem (Brady-Gronkowski), uspješan pokušaj za dodatni poen (Succop) | 14        | 3        |
| 2         | 1:01    | KC     | field goal (Butker)                                                                | 14        | 6        |
| 2         | 0:06    | TB     | touchdown dodavanjem (Brady-Brown), uspješan pokušaj za dodatni poen (Succop)      | 21        | 6        |
| 3         | 11:26   | KC     | field goal (Butker)                                                                | 21        | 9        |
| 3         | 7:45    | KC     | touchdown probijanjem (Fournette), uspješan pokušaj za dodatni poen (Succop)       | 28        | 9        |
| 3         | 2:46    | TB     | field goal (Butker)                                                                | 31        | 9        |

## Statistika utakmice

### Statistika po momčadima
| Statistika                                                      | Tampa Bay Buccaneers | Kansas City Chiefs |
| --------------------------------------------------------------- | -------------------- | ------------------ |
| Prvih pokušaja                                                  | 26                   | 22                 |
| Ukupno osvojenih jardi                                          | 340                  | 350                |
| Broj napada probijanjem                                         | 33                   | 17                 |
| Ukupno jardi osvojenih probijanjem                              | 145                  | 107                |
| Broj napada s kompletiranim dodavanjem/ukupno napada dodavanjem | 21/29                | 26/49              |
| Ukupno jardi osvojenih dodavanjem                               | 195                  | 243                |
| Izgubljenih lopti                                               | 0                    | 2                  |
| Prekršaji (izgubljenih jardi)                                   | 4 (39)               | 11 (120)           |
| Vrijeme posjeda lopte (min:s)                                   | 31:23                | 28:37              |

### Statistika po igračima
| Quarterback          | Dodavanja* | Yds** | TD*** | Int**** |
| -------------------- | ---------- | ----- | ----- | ------- |
| Tom Brady (TB)       | 21/29      | 201   | 3     | 0       |
| Patrick Mahomes (KC) | 26/49      | 270   | 0     | 2       |

#### Najviše jardi probijanja
| Igrač                      | Pokušaja* | Yds** | TD*** |
| -------------------------- | --------- | ----- | ----- |
| Leonard Fournette (TB)     | 16        | 89    | 1     |
| Clyde Edwards-Helaire (KC) | 9         | 64    | 0     |

#### Najviše uhvaćenih jardi dodavanja
| Igrač               | Dodavanja* | Yds** | TD*** |
| ------------------- | ---------- | ----- | ----- |
| Rob Gronkowski (TB) | 6/7        | 67    | 2     |
| Travis Kelce (KC)   | 10/15      | 133   | 0     |

Napomena: * - broj kompletiranih dodavanja/ukupno dodavanja, ** - ukupno jardi dodavanja, *** - broj touchdownova (polaganja), **** - broj izgubljenih lopti